# Calycina sudanensis
Calycina sudanensis es una especie de coleóptero de la familia Mordellidae.

## Distribución geográfica
Habita en Sudán.